# Kholodni Kliutx (Baixkíria)
|  | Per a altres significats, vegeu «Kholodni Kliutx». |

Kholodni Kliutx (en rus: Холодный Ключ) és un poble de Baixkíria, a Rússia, que en el cens del 2010 tenia 317 habitants. Pertany al districte de Iermolàievo.